# Kv1.1
O canal de potássio dependente de voltagem, subfamília A, membro 1, também conhecido como Kv1.1 é um canal de potássio dependente de voltagem relacionado a Shaker que nos humanos é codificado pelo gene KCNA1.
A síndrome de Isaacs é resultado de uma reacção autoimune contra o canal iónico Kv1.1.

## Genómica
O gene está localizado na fita Watson (positiva) do braço pequeno do cromossoma 12 (12p13.32). O gene tem 8348 bases de comprimento e codifica uma proteína com 495 aminoácidos (peso molecular de 56.466 kiloDaltons).

## Nomes alternativos
O nome recomendado para esta proteína é canal de potássio dependente de voltagem, subfamília A, membro 1, mas um número de alternativas têm sido usadas na literatura incluindo HuK1 (canal K+ I humano), RBK1 (canal rubídio potássio 1), MBK (canal do cérebro de rato K+), canal de potássio dependente de voltagem HBK1, canal de potássio dependente de voltagem, subunidade Kv1.1, canal dependente de voltagem K+ HuKI e AEMK (associada com mioquimia com ataxia periódica).

## Estrutura
Julga-se que a proteína tenha 6 domínios (S1-S6) com uma volta entre S5 e S6 formando o poro do canal. Esta região também tem um motivo de filtro de selectividade conservado. O canal funcional é um homotetrâmero. O lado N-terminal da proteína associa-se com subunidades beta. Estas subunidades regulam a inactivação do canal assim como a sua expressão. O lado C-terminal está associado com um proteína com domínio PDZ.

## Função
A proteína funciona como um canal selectivo de potássio através do qual o ião de potássio pode passar em consenso com o gradiente electroquímico. Desempenham um papel na repolarização da membrana.

## Leitura adiconal
- Grunnet M, Rasmussen HB, Hay-Schmidt A,;  et al. (2003). «KCNE4 is an inhibitory subunit to Kv1.1 and Kv1.3 potassium channels.». Biophys. J. 85 (3): 1525–37. Bibcode:2003BpJ....85.1525G. PMC 1303329. PMID 12944270. doi:10.1016/S0006-3495(03)74585-8
- Nie DY, Zhou ZH, Ang BT,;  et al. (2003). «Nogo-A at CNS paranodes is a ligand of Caspr: possible regulation of K(+) channel localization.». EMBO J. 22 (21): 5666–78. PMC 275427. PMID 14592966. doi:10.1093/emboj/cdg570
- Imbrici P, Cusimano A, D'Adamo MC,;  et al. (2003). «Functional characterization of an episodic ataxia type-1 mutation occurring in the S1 segment of hKv1.1 channels.». Pflugers Arch. 446 (3): 373–9. PMID 12799903. doi:10.1007/s00424-002-0962-2
- Glaudemans B, van der Wijst J, Scola RH,;  et al. (2009). «A missense mutation in the Kv1.1 voltage-gated potassium channel-encoding gene KCNA1 is linked to human autosomal dominant hypomagnesemia.». J. Clin. Invest. 119 (4): 936–42. PMC 2662556. PMID 19307729. doi:10.1172/JCI36948
- Shook SJ, Mamsa H, Jen JC,;  et al. (2008). «Novel mutation in KCNA1 causes episodic ataxia with paroxysmal dyspnea.». Muscle Nerve. 37 (3): 399–402. PMID 17912752. doi:10.1002/mus.20904
- Gubitosi-Klug RA, Mancuso DJ, Gross RW (2005). «The human Kv1.1 channel is palmitoylated, modulating voltage sensing: Identification of a palmitoylation consensus sequence.». Proc. Natl. Acad. Sci. U.S.A. 102 (17): 5964–8. Bibcode:2005PNAS..102.5964G. PMC 1087951. PMID 15837928. doi:10.1073/pnas.0501999102
- Zhang ZH, Rhodes KJ, Childers WE,;  et al. (2004). «Disinactivation of N-type inactivation of voltage-gated K channels by an erbstatin analogue.». J. Biol. Chem. 279 (28): 29226–30. PMID 15136567. doi:10.1074/jbc.M403290200
- Kimura K, Wakamatsu A, Suzuki Y,;  et al. (2006). «Diversification of transcriptional modulation: large-scale identification and characterization of putative alternative promoters of human genes.». Genome Res. 16 (1): 55–65. PMC 1356129. PMID 16344560. doi:10.1101/gr.4039406
- Jow F, Zhang ZH, Kopsco DC,;  et al. (2004). «Functional coupling of intracellular calcium and inactivation of voltage-gated Kv1.1/Kvbeta1.1 A-type K+ channels.». Proc. Natl. Acad. Sci. U.S.A. 101 (43): 15535–40. Bibcode:2004PNAS..10115535J. PMC 524431. PMID 15486093. doi:10.1073/pnas.0402081101
- Imbrici P, Grottesi A, D'Adamo MC,;  et al. (2009). «Contribution of the central hydrophobic residue in the PXP motif of voltage-dependent K+ channels to S6 flexibility and gating properties.». Channels (Austin). 3 (1): 39–45. PMID 19202350. doi:10.4161/chan.3.1.7548
- Kinali M, Jungbluth H, Eunson LH,;  et al. (2004). «Expanding the phenotype of potassium channelopathy: severe neuromyotonia and skeletal deformities without prominent Episodic Ataxia.». Neuromuscul. Disord. 14 (10): 689–93. PMID 15351427. doi:10.1016/j.nmd.2004.06.007
- Demos MK, Macri V, Farrell K,;  et al. (2009). «A novel KCNA1 mutation associated with global delay and persistent cerebellar dysfunction.». Mov. Disord. 24 (5): 778–82. PMID 19205071. doi:10.1002/mds.22467
- Imbrici P, Gualandi F, D'Adamo MC,;  et al. (2008). «A novel KCNA1 mutation identified in an Italian family affected by episodic ataxia type 1.». Neuroscience. 157 (3): 577–87. PMID 18926884. doi:10.1016/j.neuroscience.2008.09.022
- Tan KM, Lennon VA, Klein CJ,;  et al. (2008). «Clinical spectrum of voltage-gated potassium channel autoimmunity.». Neurology. 70 (20): 1883–90. PMID 18474843. doi:10.1212/01.wnl.0000312275.04260.a0
- Chen H, von Hehn C, Kaczmarek LK,;  et al. (2007). «Functional analysis of a novel potassium channel (KCNA1) mutation in hereditary myokymia.». Neurogenetics. 8 (2): 131–5. PMC 1820748. PMID 17136396. doi:10.1007/s10048-006-0071-z
- Strausberg RL, Feingold EA, Grouse LH,;  et al. (2002). «Generation and initial analysis of more than 15,000 full-length human and mouse cDNA sequences.». Proc. Natl. Acad. Sci. U.S.A. 99 (26): 16899–903. Bibcode:2002PNAS...9916899M. PMC 139241. PMID 12477932. doi:10.1073/pnas.242603899
- Gutman GA, Chandy KG, Grissmer S,;  et al. (2005). «International Union of Pharmacology. LIII. Nomenclature and molecular relationships of voltage-gated potassium channels.». Pharmacol. Rev. 57 (4): 473–508. PMID 16382104. doi:10.1124/pr.57.4.10
- Lee H, Wang H, Jen JC,;  et al. (2004). «A novel mutation in KCNA1 causes episodic ataxia without myokymia.». Hum. Mutat. 24 (6). 536 páginas. PMID 15532032. doi:10.1002/humu.9295
- Gu C, Jan YN, Jan LY (2003). «A conserved domain in axonal targeting of Kv1 (Shaker) voltage-gated potassium channels.». Science. 301 (5633): 646–9. Bibcode:2003Sci...301..646G. PMID 12893943. doi:10.1126/science.1086998